# ضمور الدماغ
ضُمُورُ الدماغ أو ضمور المخ (بالإنجليزية: Cerebral atrophy)‏. هو من الملامح الموجودة في العديد من امراض الدماغ وتحصل عندما تموت خلايا الاعصاب والخلايا التي تصل بينهم، قد يكون الضمور عمومي أو بؤري. 

يعدّ ضمور المّخ من الامراض العصبيّة التي تصيب الأعصاب، وهو عرض للكثير من الأمراض التي تؤثر بوظيفة الدّماغ الرئيسيّة، وضمور المّخ هو عبارة عن تلّف وفقدان في خلايا المخ ككل أو جزء منها مما يسبب قصور وفقدان للقيام بالعمليات الإرادية وعمليات التفكير والتركيز لدى الإنسان.

## أسباب ضمور المّخ
- الإصابة بالسكتة الدماغيّة تسبب ضمور للمخ.
- الإصابة بمرض آلزهايمر ومرض بيك، ومرض الخرّف الشيخوخي ومرض الخرّف الوعائي تؤدي إلى ضمور المّخ.
- الإصابة بمرض الشلل الدماغّي يسبب ضمور وتلّف لخلايا المّخ.
- الإصابة بالمرض الجيني هنتنغتون سبب في ضمور المّخ.
- الإصابة بمرض الطرابّة الذّي يقوم بتدمير النخاعين من خلال ما يسمى بحثل المادّة البيضاء.
- الإصابة بالتصلّب المتعدد يسبب ضمور في المّخ.
- أمراض التهاب الدماغ ومرض الإفرنجي العصبي، ومرض نقص المناعة المكتسبة (الإيدز).
- مرض الصرع يسبب ضمور وتلف في خلايا المّخ.
- اختلال في العضلات والدماغ المتقدري يسبب ضمور في المّخ.
- أسباب وراثية تنتقل عن طريق الأم، مثل الالتهابات ومرض السكري والمشكلات في الحمل والولادة؛ التي تؤدي إلى نقص في نقل الأوكسجين والغذاء إلى الطفل داخل رحم الأم.
- إصابة الدماغ الرضية
- الإصابة بعدوى معينة.

## أعراض ضمور المّخ
- حدوث الخرّف لدى الاشخاص المصابون بضمور المّخ.
- الإصابة ببعض النوبّات مثل عدم التركيز وتكرار بعض الحركات وعدم الوعي وحدوث التشنج.
- اضطرابات الحبسات، وهي اختلال في طريقة الكلام واللغة وحبسة الفهم أي إعاقة الفهم من خلال عدم القدرة على التعبير واختيار كلمات وعبارات غير مترابطة وليس لها معنى مفهوم.
- عدم القدرة على الاستيعاب والتعلّم.
- فقدان الذاكرة

## تشخيص ضمور المخ
يتم تشخيص ضمور المّخ من خلال قيام الطبيب بعمل تصوير طبقّي المخ، بالإضافة إلى عمل رنين مغناطيسي للمريض.

## علاج ضمور المّخ
لا يمكن إعادة الجزء الذي به ضمور ولكن يمكن تخفيف النوبات على المريض من خلال ما يلي:

### لعلاج الخرف
لا يمكّن علاج فقد الذاكرة ولكن يمكن العمل على وقف الزيادة بها من خلال تناول مثبطات الكولين استراز والميمانتين التي تستخدم لعلاج مرضى الزهايمر، تقوم بتحسين الذاكرة.

### علاج النوبات
من خلال تناول أدوية تستخدم لوقف النوبات.

### علاج الحبسات
من خلال البدء بتعليم الكلام والقراءة والكتابّة.

#### الوقاية
للوقاية يجب تجنب شرب الكحول والمخدرات ووقاية الرأس من الرضح، وعمل تمارين لتنشيط عمل الدماغ، كما يفيد تناول فيتامين ب1 والحياة الصحية والتغذية الصحية.